# Fish Tank
Fish Tank es una película británica de 2009, dirigida por Andrea Arnold, ganadora del BAFTA a la mejor película británica.

## Sinopsis
Mia Willams (interpretada por Katie Jarvis) es una joven de 15 años de edad que vive en un barrio obrero de los suburbios de Londres con su madre y su hermana pequeña. Se lleva mal con su familia y con sus compañeros adolescentes y está siempre enfadada. El nuevo novio de su madre, Connor (interpretado por Michael Fassbender), es atento y agradable, lo que le distingue de casi todas las demás personas de su entorno. 
Mia comienza a sentirse protegida y escuchada por el novio de su madre, lo que evoluciona a una atracción por él. Connor también desarrolla un sentimiento especial hacia Mia. Sin embargo, con el transcurso de los hechos, lo que parecía ser realmente un agrado para Mia, termina en una desilusión más en su vida.

## Premios y nominaciones
| Año  | Premio                          | Categoría                              | Nominados                               | Resultado | Ref.  |
| ---- | ------------------------------- | -------------------------------------- | --------------------------------------- | --------- | ----- |
| 2009 | British Independent Film Awards | Mejor película británica independiente | —                                       | Nominada  | [ 2 ] |
| 2009 | British Independent Film Awards | Mejor director                         | Andrea Arnold                           | Ganadora  | [ 2 ] |
| 2009 | British Independent Film Awards | Mejor guion                            | Andrea Arnold                           | Nominada  | [ 2 ] |
| 2009 | British Independent Film Awards | Mejor actriz                           | Katie Jarvis                            | Nominada  | [ 2 ] |
| 2009 | British Independent Film Awards | Mejor actriz de reparto                | Kierston Wareing                        | Nominada  | [ 2 ] |
| 2009 | British Independent Film Awards | Mejor actor de reparto                 | Michael Fassbender                      | Nominado  | [ 2 ] |
| 2009 | British Independent Film Awards | Mejor logro técnico                    | Robbie Ryan (fotografía)                | Nominado  | [ 2 ] |
| 2009 | British Independent Film Awards | Novato más prometedor                  | Katie Jarvis                            | Ganadora  | [ 2 ] |
| 2010 | Premios BAFTA                   | Mejor película británica               | Kees Kasander, Nick Laws, Andrea Arnold | Ganadora  | [ 1 ] |